# Safford
Safford è una città degli Stati Uniti d'America, capoluogo della contea di Graham, nello Stato dell'Arizona. È sede dell'omonima area statistica.